# Здравоохранение в Танзании

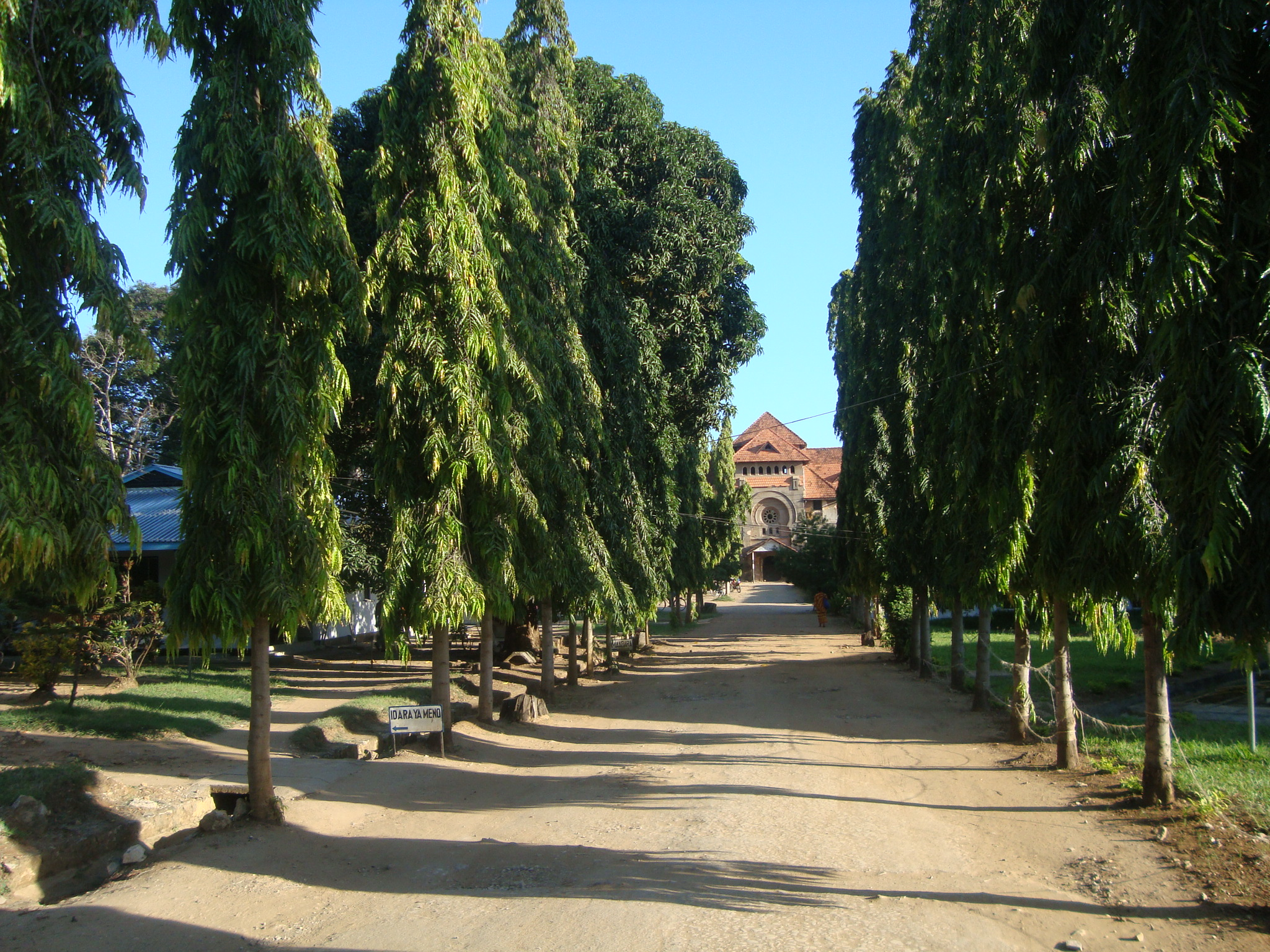
Одна из старейших больниц Танзании, областная клиника в Танге

Танзания имеет иерархическую систему здравоохранения, повторяющую структуру политического административного деления. Некоторые специализированные больницы не входят в эту иерархию и подчиняются непосредственно Министерству здравоохранения.
Среди ведущих причин смертности в Танзании ВИЧ 17 % смертных случаев, инфекции нижних дыхательных путей — 11 %, малярия — 7 %, диарея — 6 %, туберкулёз — 5 %, рак — 5 %, ишемическая болезнь сердца — 3 %.

## История финансирования здравоохранения в Танзании
В 1967 году была принята Арушская декларация, инициированная президентом Джулиусом Ньерере, и основанная на принципах Уджамаа (видение социальной и экономической политики президента Ньерере). Декларация открыла серию реформ в секторе здравоохранения с целью обеспечения всеобщего доступа к социальным услугам для бедных и тех, кто живёт в неблагополучных сельских районах. В 1977 году последовал запрет на коммерческую медицину, государство взяло на себя обязательство бесплатного предоставления медицинского обслуживания.
Однако, к началу 1990-х предоставление бесплатной медицинской помощи для всех стало очевидной обузой для государства в условиях роста стоимости медицинских услуг и экономических проблем. В начале 1990-х годов правительство провело реформы здравоохранения, которые заменили систему бесплатного здравоохранения системой со смешанным механизмом финансирования. На всех уровнях система софинансирования предполагает льготы.

## Болезни

### ВИЧ/СПИД
Танзания переживает этап «зрелой» всеобщей эпидемии ВИЧ. Из 1,4 миллиона человек, живущих с ВИЧ/СПИД, 70,5 % — от 25 до 49 лет и 15 % — в возрасте 15-24 лет. У молодых женщин в возрасте от 15 до 24 лет, наблюдается распространенность ВИЧ-инфекции в 3,8 %, что значительно выше, чем 2,8 % ВИЧ-инфицированных среди молодых мужчин в той же возрастной группе. Более половины больничных коек в стране заняты ВИЧ-инфицированными. ВИЧ является ведущей причиной смертности в Танзании, составив 17 % смертей в 2013 году. При этом смертность сокращается с 2001 года (339 на 100 тыс.) до 159 на 100 тыс. в 2013 году, а заболеваемость постепенно снижалась с 381 на 100 тыс. жителей до 146 на 100 тыс. за тот же период времени.

### Малярия

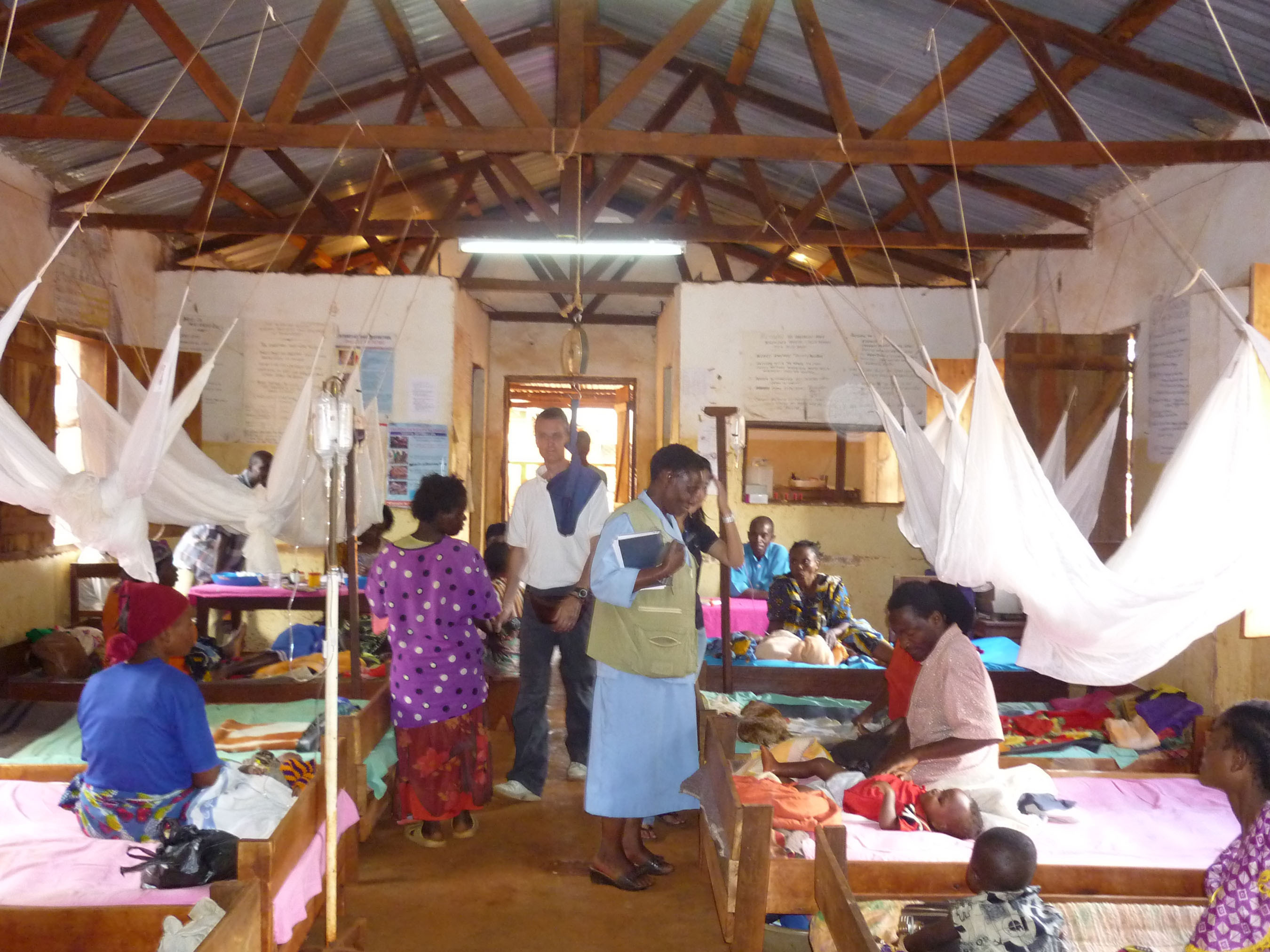
Малярийная больница в Танзании

Заболеваемость малярией остаётся проблемой на протяжении всего года преимущественно из-за тропической малярии. В стране отмечается снижение заболеваемости малярией на протяжении многих лет с 18,1 % в 2001 году до 9,7 % в 2009 году в возрасте до 5 лет и это видно также в сокращении уровня детской (до 5 лет) смертности, который снизился со 165 на 100 тыс. жителей в 1990 году до 49 на 100 тыс. в 2015.